# یلیزاوتا کاستانیان
یلیزاوتا گریگوری کاستانیان ( زادهٔ ۲۹ دسامبر ۱۹۱۰ - درگذشته ۱۶ فوریهٔ ۱۹۹۱) یک باستان‌شناس اهل ارمنستان بود

## زندگی‌نامه
در ۲۹ دسامبر ۱۹۱۰ در ناخیجوان-نا-دونو به دنیا آمد و از انستیتو تاریخ، فلسفه و زبان‌شناسی لنینگراد فارغ‌التحصیل شد. وی همچنین برنده مدال دفاع از لنینگراد (۱۹۴۳)، مدال کارگر ممتاز (۱۹۵۴)، نشان پیش‌کسوت کار (۱۹۷۸)، مدال شجاعت کار (۱۹۴۴)، مدال کار شجاعانه در جنگ بزرگ میهنی (۱۹۴۶) و مدال بزرگداشت ۲۵۰مین سالگرد لنینگراد (۱۹۵۳) شده است. وی در ۱۶ فوریهٔ ۱۹۹۱ در سن ۸۰ سالگی در لنینگراد درگذشت.

## یادداشت
1. ↑  Candidate of Historical Sciences
2. ↑  Լենինգրադի պատմության, փիլիսոփայության, գրականության և լեզվի ինստիտուտ